# 真下紀子
真下 紀子（ました のりこ、1956年8月7日 - ）は、日本の政治家。日本共産党所属の北海道議会議員。日本共産党北海道議会議員団代表。北海道中川郡豊頃町出身、北海道大学医学部附属看護学校卒業。

## 略歴
- 1956年 北海道十勝管内豊頃町生まれ[1]
- 1975年 北海道帯広三条高等学校卒業
- 1978年 北海道大学医学部附属看護学校を卒業し、旭川医科大学病院等に勤務
- 1997年 新日本婦人の会旭川支部常任委員
- 1999年 日本共産党国会議員団旭川事務所長、日本共産党地区道政事務所長を歴任
- 2000年 第42回衆議院議員総選挙に北海道6区から立候補したが、落選
- 2003年 北海道議会議員選挙に出馬、当選（旭川市選挙区）
- 2007年 北海道議会議員選挙に出馬、再選（旭川市選挙区）
- 2011年 北海道議会議員選挙に出馬、三選（旭川市選挙区）
- 2015年 北海道議会議員選挙に出馬、四選（旭川市選挙区）
- 2019年 北海道議会議員選挙に出馬、五選（旭川市選挙区）

## その他
- 2009年に特定非営利活動法人リンカーンフォーラム北海道が発表した「道議会の仕事人ランキング」で道議102人中、ランキング1位になった。
- 2007年5月から2010年8月の期間で、旭川市選出の道議会議員の中での発言回数も1位の71回である（最下位は公明党の荒島仁の1回）。